# Atomowe ogrodnictwo

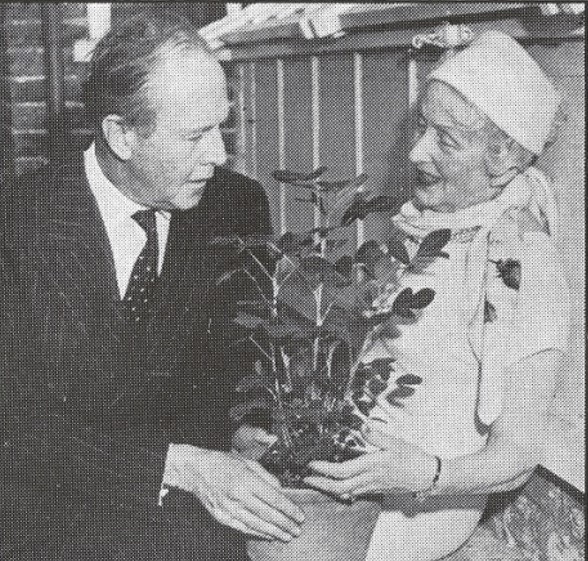
Była prezes Atomic Gardening Society, Muriel Howorth, pokazuje Beverley’mu Nichols’owi, wysoką 60-centrymetrową roślinę Arachis hypogaea wyhodowaną na jej własnym podwórku z napromieniowanego orzecha

Atomowe ogrodnictwo – rodzaj hodowli mutacyjnej, w której zmiany w genotypie, a następczo fenotypie, uzyskuje się poprzez ekspozycję roślin na promieniowanie jonizujące, np. promieniowanie gamma, którego źródłem może być cez-137 albo kobalt-60.

## Historia
Początki atomowego ogrodnictwa sięgają 1948 roku, kiedy to Muriel Howorth założyła Atomic Gardening Society, a jego członkom rozesłała nasiona napromieniowanych roślin.
Pierwszy specjalistyczny tzw. ogród gamma powstał w 1949 roku w Brookhaven w stanie stanie Nowy Jork. W następnych latach, m.in. w ramach projektu Atomu dla pokoju, powstały również w Norwegii, Szwecji, Kostaryce, Japonii, Indiach i Związku Radzieckim, w którym to hodowle te były objęte tajemnicą w ramach projektu „Kłos”.
Większość ogrodów gamma została z czasem zamknięta wraz z upowszechnieniem się modyfikacji genetycznych. Obecnie działa ich niewiele, w tym jedno prowadzone przez Instytut Hodowli Radiacyjnej we wsi Kamimurata w prefekturze Ibaraki w Japonii.

## Powstałe odmiany
W wyniku takiego oddziaływania powstało ponad 2000 nowych odmian roślin, z których większość jest obecnie wykorzystywana w produkcji rolnej. Są to m.in
- odporna na werticiliozę odmiana mięty pieprzowej o nazwie Todd’s Mitcham[6]
- odmiany grejpfruta rio star, star ruby czy rio red (stanowią 3/4 wszystkich grejpfrutów uprawanianych w Teksasie)[1]
- odmiana orzeszków ziemnych o nazwie colorado irradiado[1]

## Przedstawienie w kulturze
Perypetie jednego z postsowieckich, mołdawskich ogrodów gamma zostały przedstawione w filmie dokumentalnym Grădina Sovietică (The Soviet Garden) w reżyserii Dragosza Turea.